# Słobodyszcze
Słobodyszcze (ukr. Слободище) – wieś na Ukrainie,  położona jest w rejonie berdyczowskim, w  obwodzie żytomierskim.

## Historia
Miejscowość założona w 1550 roku, na prawie magdeburskim.
Słobodyszcze położone było w dawnym województwie kijowskim. W połowie XVII miasteczko było zasiedlone przede wszystkim Grekami w liczbie ok. 4 tys. zbiegłymi przed Turkami  oraz niewielką społecznością żydowską.
Dnia 7 października 1660 miała miejsce Bitwa pod Słobodyszczami w czasie wojny polsko-rosyjskiej 1654-1667 pomiędzy dywizją Jerzego Sebastiana Lubomirskiego a idącym na odsiecz pod Cudnów wojskiem Jerzego Chmielnickiego. Ugoda cudnowska podpisana po tej bitwie nazywana jest czasami traktatem słobodyszczowskim.
Pod koniec XIX w. uroczysko we wsi nosiło nazwę Płoska.